# Vilanova de Sau
Vilanova de Sau è un comune spagnolo di 332 abitanti situato nella comunità autonoma della Catalogna.